# Cerkiew św. Mikołaja w Brzusce
Cerkiew św. Mikołaja Cudotwórcy w Brzusce – nieistniejąca parafialna drewniana cerkiew greckokatolicka, znajdująca się w Brzusce, w gminie Bircza, w powiecie przemyskim.
Cerkiew została zbudowana w 1783 (niektóre źródła podają 1792) na wzgórzu powyżej drogi do Huty Brzuskiej, została odnowiona w 1930. Po wojnie stała opuszczona, zawaliła się, a w końcu została spalona w 1984. Do budynku cerkwi przylegała szkieletowa wieża zawierająca przedsionek. 
Wokół cerkwiska znajduje się cmentarz greckokatolicki z kilkunastoma kamiennymi nagrobkami. Znajduje się na nim również żelazny krzyż pochodzący z cerkwi.